# フランス第五共和政

フランスおよび海外領土（緑）と欧州連合（黄緑）

フランスの国旗（1976年-2020年）

フランスの国旗（1976年以前、2020年-現在）

フランス第五共和政（フランスだいごきょうわせい、フランス語: Cinquième République）は、1958年にシャルル・ド＝ゴール将軍がアルジェリア戦争を背景に第四共和政を事実上打倒し、新たに作られた現在のフランスの共和政体。第四共和政に比べて立法権（国民議会）の権限が著しく低下し、大統領の執行権が強化され、行政・官僚機構が強力なのが特徴である。

## 背景
第二次世界大戦後、1946年に成立した第四共和政は、ベトナムやアルジェリアといった植民地地域の独立運動という問題を抱えていた。特に後者のアルジェリアに関する諸々の問題は、1830年よりフランスの植民地として長い年月をもっていたため、「アルジェリア民族解放戦線」（FLN）といった組織による独立運動が活発になると、フランス本国では、アルジェリアを手放すまいといった空気が強くなっていった。
しかし、アルジェリア戦争が泥沼化していくと、世論は一時、独立承認へと傾くも、アルジェリア本土の植民地放棄に反対する市民と現地軍上層部が蜂起し、パラシュート部隊がコルシカ島を占領するという事件が起こった。蜂起勢力は、当時引退していたド・ゴール将軍の再登場を要請し、ド・ゴール本人やフランス本土の軍や警察も蜂起勢力の要請に同調する動きを見せ始めた。
国民議会はド・ゴールの組閣を承認し、ド・ゴールはアルジェリア問題解決のための全権委任と憲法改正を国民投票にかけた。1958年9月28日に投票が行われ、結果、圧倒的な賛成により、10月に「第五共和政」が発足した。

## 概説
第四共和政同様、憲法には基本的人権に関する条文がないが、前文において「1946年憲法で確認され補充された1789年宣言（通称：フランス人権宣言）によって定められたような、人権および国民主権の原則に対する愛着を厳粛に宣言する」と定め、憲法第7章に基づいて設置された憲法評議会が「人間と市民の権利の宣言」（1789年宣言）と第四共和政憲法前文に基づいて違憲立法審査権を行使している。
なお、第四共和政憲法前文において新たに宣言された人権規定としては、男女同権、労働の義務と職業を得る権利、労働基本権と労働運動、社会保障、公教育の無償化と宗教からの独立などがある。

### 二頭制
フランス第五共和政では執行権は、国民から直接選挙される無答責とされる大統領と、対議会責任を負う首相とが分有しており二頭制と呼ばれている。下院は首相が率いる政府に対して不信任動議の表決を行うことで責任を追及し、不信任動議が採択されたときは首相は大統領に対して辞表を提出しなければならないとされている。

### 大統領に付与された強権
大統領は以下のような権限を付与されている。
- 国民議会を解散する権限。議会で可決した法案に対する拒否権は持たないが、憲法裁判所へ申し立てをする権利を有する。
- 国民議会は国家反逆罪を除き、大統領への弾劾裁判権を持たない。ジャック・シラクも、大統領在職中および退任後1か月は、パリ市長時代の汚職疑惑による訴追から保護されていた。アメリカの議会は軽罪でも大統領を弾劾裁判にかけることができる。
- 議会を飛び越して法律案や条約批准案、憲法改正案を直接国民投票にかける権限。
- 非常事態権（第五共和政憲法第16条）を行使する権限。この権限が行使されている間、国民議会は常時開かれ、また憲法改正は制限される。

大統領は直接、有権者の投票により選出され、その任期は当初、7年と先進国の中でも極めて長いものであった。ただし、2002年の憲法改正により、大統領任期は5年に短縮されている。これは国民議会の任期とも同じであり、大統領選挙を国民議会選挙と同時期に行うことで、後述するコアビタシオンを生じにくくすることもその目的の一つに挙げられる。

### 首相の存在と二重構造
首相は国民議会（下院）の議決により選出される。首相の選出は国民議会における政党の勢力によって決まるので、大統領の出身政党と首相が所属する政党が異なる場合がある。フランソワ・ミッテラン大統領（フランス社会党）の時代のジャック・シラク首相（保守、1986年 - 1988年）とエドゥアール・バラデュール首相（保守、1993年 - 1995年）、シラク大統領の時代のリオネル・ジョスパン首相（フランス社会党、1997年 - 2002年）のケースで、特に左右の異なる指導者が大統領と首相に就くことを「コアビタシオン」と呼ぶ（コアビタシオンとは本来は「同棲」を意味するフランス語）。大統領は外交を、首相は内政を担当するとされているが、時として政策をめぐる対立も生じている。
大統領の所属する政党の支持率が高い場合は、大統領は国民議会を解散し、国民議会選挙で過半数を得られればコアビタシオンを解消することができる（ミッテランの就任直後に実例あり）。ただし、支持率が低迷しているときはコアビタシオンが長期化し、政権の弱体化を招くケースが多い。

## 歴史

### ド・ゴールの時代

#### 栄光の三十年
1946年から、フランスのみならず西洋諸国は高度経済成長の時代へと突入する。第五共和政はそんな「栄光の三十年」という時代に誕生し、いくつかの政治的、外交的な危機はあったものの、経済的繁栄を謳歌していた。また、この30年間によってフランスのライフスタイルも大きく変化し、地方から都会へと移住する人々が増えた。しかし、パリだけでは増え続ける地方からの移住者たちを支えきれないため、パリへの人口の集中を抑制する政策も取られた。その結果として、パリの周辺のニュータウンや地方の中核都市などで人口増加がもたらされた。

#### アルジェリア問題の清算とアフリカ政策
1962年、第五共和政発足の一因となったアルジェリア独立戦争は、FLNとのエヴィアン協定を結び、アルジェリアの独立を承認し終戦を迎える。しかしこれは当初、「フランス人のアルジェリア」を標榜し、植民地維持を期待してドゴールに投票したアルジェリアのフランス人植民者たちの期待を裏切ることとなる。また、このアルジェリア独立を境に、フランス領の他のアフリカ諸国も同様に独立の動きを見せ始める。これに対してド・ゴールは、植民地諸国に完全な自治権を認めるが防衛・外交・通貨はフランスが支配する「フランス共同体」構想を提案し、ギニアを除く全ての植民地が一時は受諾するも、ギニアの反対と独立を境に、アフリカの植民地諸国は再び独立運動を加速させ、1960年にはサハラ以南のフランス植民地全てが独立を達成した。

#### ド・ゴールの対外政策
ド・ゴールは冷戦期の米ソ二大国に対して独自の立場を取る。その第一歩として始めたのが、ドイツ（西ドイツ）との和解を示す1963年のエリゼ条約の調印である。こうした独仏関係が接近していくのに対して、英仏関係はド・ゴールがイギリスが欧州共同市場への加盟申請に対して反対を表明し、1963年のマクミラン政権時と1967年ウィルソン政権時の過去2回、申請が拒絶されたことから分かるように悪化の一途をたどった。一方で米仏関係は、1962年に起こったキューバ危機に際してはアメリカを支持していたものの、アメリカのベトナム戦争への介入をはじめとする東南アジア政策に対しては批判を行って以降、イギリスと同様に悪化の一途をたどっていく。1964年、フランスは中華人民共和国を国家として承認する。

#### 核兵器開発
ド・ゴールはアメリカの核の傘からの脱却を掲げ、第四共和政時より止まっていた核開発を進める。その背景には、アメリカが自国民を犠牲にしてまで同盟国を守らないだろうというアメリカへの不信感と、「フランスの防衛は、フランス自身により、フランス自身のために、フランス独自の方法で行わなければならない。」という考え方があった。1963年、フランスは部分的核実験禁止条約への参加、調印を拒否する。

#### 五月革命
1968年、フランス全土で大規模な学生運動、ストライキ、政治危機が勃発する。ド・ゴールはまずはじめに、労働者に対して労働条件を改善する「グルネル協定」を提示するが、ストライキは依然として続いた。こうした混乱を受け、ド・ゴールは国民議会の解散を宣言する。1968年の総選挙でド・ゴール派は勝利したものの、この五月革命を通じてド・ゴール政権は大きく弱体化した。

### ポスト・ド・ゴールの時代
1969年4月28日、第五共和政を発足させたシャルル・ド・ゴールが辞任した。その後、6月15日にド・ゴールの後継としてポンピドゥーが大統領に選出された。

#### シャバン＝デルマス首相による内政
ポンピドゥー政権発足にともない組閣されたシャバン＝デルマス内閣は、ラジオ・テレビの自由化のためにまず情報大臣を廃止し、それに代わる自立機構であるORTF（フランス・ラジオ・テレビ放送機構）や自然環境保護大臣を設立した。こうした開放的な政策により、フランスでのシャバン＝デルマスの人気は絶大なものとなり、大統領の権限を強くする第五共和政のシステムと相容れなくなっていく。
1972年、シャバン＝デルマスの政策に不信感を抱いたポンピドゥーは、彼を首相から解任した。

#### ポンピドゥーの死とジスカール・デスタンの時代
1974年、ポンピドゥーが死去する。また、この年に発生した第1次石油危機による経済不況を受け、「栄光の三十年」も終わりを告げる。この石油危機により、フランスは物価上昇と失業者の増大に苦しんだ。
ポンピドゥーの死にともない行われた選挙によって、ジスカール・デスタンが大統領に選出される。ジスカール・デスタンはまず、中絶を合法化するヴェイユ法を制定した。
ジスカール・デスタンの外交は「新大西洋主義」と呼ばれ、それまでのド・ゴール主義的な外交とは異なり、対米協調的な路線であった。
1978年、第2次石油危機による石油価格の高騰を受け、その対策として価格自由化政策を実行するも、サービス業の値上げを引き起こした。
1979年、フランスの中央アフリカ帝国に対する帝政打倒を目的とした軍事作戦（バラクーダ作戦）が行われ、中央アフリカは帝政が廃止され、共和国となる。
1980年、ゴシップ誌『カナールアンシェネ』によって、ジスカール・デスタンが中央アフリカ共和国のボカサ大統領からダイヤモンドを賄賂として受け取っていたことが暴露される。それらの事件の影響から、1981年の大統領選挙でジスカール・デスタンは敗退し、政権交代が起こる。

### ミッテランの時代
1981年5月10日、ミッテランが大統領に選出され、社会党による左派政権が誕生する。ミッテランによる左派政権期のフランスはしばしば、「ミッテランの実験」と表現されることがある。

#### 大きな政府
1980年代のフランスは、「栄光の三十年」の終焉にともない増大したインフレと失業率が、経済における大きな問題となっていた。それに対処するべくミッテランは、当時英米を中心に行われていたサッチャリズムやレーガノミクスのような「小さな政府」的政策とは対照的な、「大きな政府」的政策に乗り出す。この政策によって企業の国有化、財政支出の増加、フラン切り下げなどの介入政策や最低賃金や年金の引き上げ、労働時間の短縮などが行われた。また、このミッテランの政権において、共産党が入閣を果たしたことも特徴である。
1982年、ミッテランが公約していた地方分権改革として、県知事の地方行政権限を弱化させ、県議会議長を行政の長とするドフェール法が成立する。

#### 実験の失敗
しかしこうした一連の改革にもかかわらず、失業者は増加し続けた。この結果を受け、1983年に増税や公共料金、医療費の引き上げなどによる緊縮政策が行われる。こうした政策に対して、共産党は政策路線の違いから政権を抜け、社会党と共産党による連立政権は解消された。

#### コアビタシオン
1986年に行われた総選挙の結果を受け、ミッテランは首相に右派のジャック・シラクを任命し、大統領与党と首相与党が異なるコアビタシオン状態となった。また、この選挙を通じて極右政党である国民戦線（現・国民連合）が1割近い得票率を獲得する。

### シラクの時代
1995年5月、ジャック・シラクが大統領に選出された。
2003年、アメリカのイラク戦争の開始を受け、シラクはラジオ放送を通じてアメリカを批判した。

### サルコジの時代
2007年、ニコラ・サルコジが大統領に選出された。
2010年、イスラム教徒の女性に対して公共の場におけるブルカの着用を禁止する法律、「ブルカ法」が制定される。

### オランドの時代
2012年、フランソワ・オランドが大統領に選出された。
2015年、風刺新聞社シャルリー・エブドが襲撃される（シャルリー・エブド襲撃事件）。

### マクロンの時代
2017年5月7日、エマニュエル・マクロンが大統領に選出された。
2022年フランス大統領選挙では、マクロンが再選された。

## 第五共和政の歴代大統領・首相

### 大統領
- 1958年 - 1966年 シャルル・ド・ゴール（第1期）
- 1966年 - 1969年 シャルル・ド・ゴール（第2期）
- 1969年 - 1974年 ジョルジュ・ポンピドゥー
- 1974年 - 1981年 ヴァレリー・ジスカール・デスタン
- 1981年 - 1988年 フランソワ・ミッテラン（第1期）
- 1988年 - 1995年 フランソワ・ミッテラン（第2期）
- 1995年 - 2002年 ジャック・シラク（第1期）
- 2002年 - 2007年 ジャック・シラク（第2期）
- 2007年 - 2012年 ニコラ・サルコジ
- 2012年 - 2017年 フランソワ・オランド
- 2017年 - 2022年  エマニュエル・マクロン（第1期）
- 2022年 -        エマニュエル・マクロン（第2期）

### 首相

#### ド・ゴール政権期（第1期）
- 1959年 - 1962年 ミシェル・ドブレ
- 1962年 - 1962年 ジョルジュ・ポンピドゥー（第1次）
- 1962年 - 1966年 ジョルジュ・ポンピドゥー（第2次）
- 1966年 - 1967年 ジョルジュ・ポンピドゥー（第3次）

#### ド・ゴール政権期（第2期）
- 1967年 - 1968年 ジョルジュ・ポンピドゥー（第4次）
- 1968年 - 1968年 ジョルジュ・ポンピドゥー（第5次）
- 1968年 - 1969年 モーリス・クーヴ・ド・ミュルヴィル

#### ポンピドゥー政権期
- 1969年 - 1972年 ジャック・シャバン＝デルマス
- 1972年 - 1973年 ピエール・メスメル（第1次）
- 1973年 - 1974年 ピエール・メスメル（第2次）
- 1974年 - 1974年 ピエール・メスメル（第3次）

#### ジスカール・デスタン政権期
- 1974年 - 1976年 ジャック・シラク（第1次）
- 1976年 - 1977年 レイモン・バール（第1次）
- 1977年 - 1978年 レイモン・バール（第2次）
- 1978年 - 1988年 レイモン・バール（第3次）

#### ミッテラン政権期（第1期）
- 1981年 - 1981年 ピエール・モーロワ（第1次）
- 1981年 - 1983年 ピエール・モーロワ（第2次）
- 1983年 - 1984年 ピエール・モーロワ（第3次）
- 1984年 - 1986年 ローラン・ファビウス

##### 第1次コアビタシオン
- 1986年 - 1988年 ジャック・シラク（第2次）

#### ミッテラン政権期（第2期）
- 1988年 - 1988年 ミシェル・ロカール（第1次）
- 1988年 - 1991年 ミシェル・ロカール（第2次）
- 1991年 - 1992年 エディット・クレッソン
- 1992年 - 1993年 ピエール・ベレゴヴォワ

##### 第2次コアビタシオン
- 1993年 - 1995年 エドゥアール・バラデュール

#### シラク政権期（第1期）

##### 第2次コアビタシオン
- 1995年 - 1995年 アラン・ジュペ（第1次）
- 1995年 - 1997年 アラン・ジュペ（第2次）

##### 第3次コアビタシオン
- 1997年 - 2002年 リオネル・ジョスパン

#### シラク政権期（第2期）
- 2002年 - 2002年 ジャン＝ピエール・ラファラン（第1次）
- 2002年 - 2004年 ジャン＝ピエール・ラファラン（第2次）
- 2004年 - 2005年　ジャン＝ピエール・ラファラン（第3次）
- 2005年 - 2007年　ドミニク・ガルゾー・ド・ビルパン

#### サルコジ政権期
- 2007年 - 2007年 フランソワ・フィヨン（第1次）
- 2007年 - 2010年 フランソワ・フィヨン（第2次）
- 2010年 - 2012年 フランソワ・フィヨン（第3次）

#### オランド政権期
- 2012年 - 2012年　ジャン＝マルク・エロー（第1次）
- 2012年 - 2014年 ジャン＝マルク・エロー（第2次）
- 2014年 マニュエル・ヴァルス（第1次）
- 2014年 - 2016年 マニュエル・ヴァルス（第2次）
- 2016年 - 2017年 ベルナール・カズヌーヴ

#### マクロン政権期
- 2017年 エドゥアール・フィリップ（第1次）
- 2017年 - 2020年 エドゥアール・フィリップ（第2次）
- 2020年 - 2022年　ジャン・カステックス
- 2022年 - 2024年　エリザベット・ボルヌ
- 2024年 - 現在　ガブリエル・アタル